# Aegilops ventricosa
Aegilops ventricosa är en gräsart som beskrevs av Ignaz Friedrich Tausch. Aegilops ventricosa ingår i släktet bockveten, och familjen gräs. Inga underarter finns listade i Catalogue of Life.

## Bildgalleri

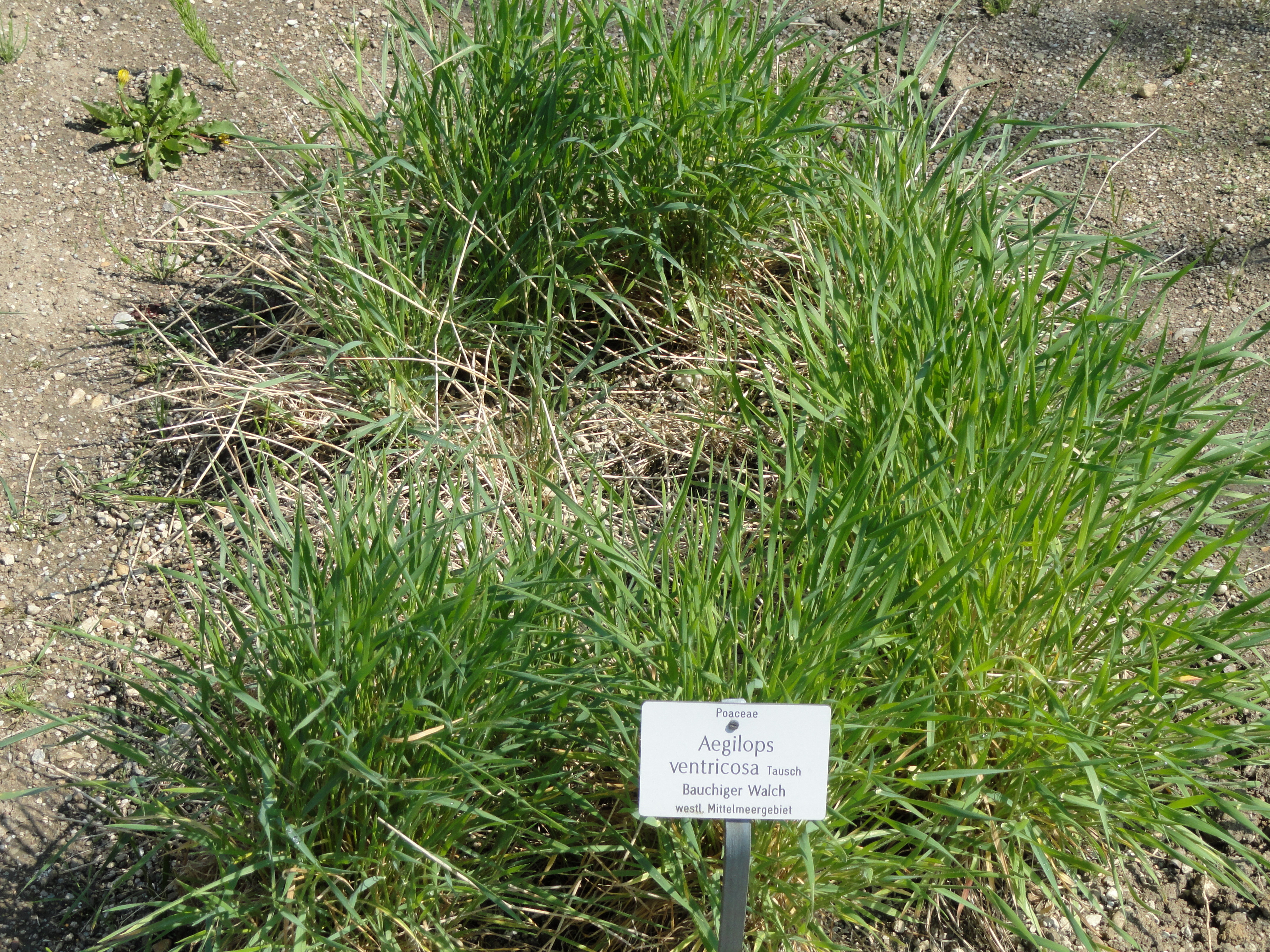